# Vias (Unternehmen)
Unter der Marke Vias sind zwei Tochterunternehmen der R.A.T.H.-Gruppe im Schienenpersonennahverkehr tätig. Die Vias GmbH (Sitz in Frankfurt am Main) betreibt zwei SPNV-Linien zwischen Hessen und Rheinland-Pfalz und gehört je zu 50 % der R.A.T.H-Gruppe und der Rurtalbahn. Die Vias Rail GmbH (Sitz in Düren) betreibt sechs SPNV-Linien in Hessen sowie weitere fünf in Nordrhein-Westfalen und gehört zu 100 % der R.A.T.H.-Gruppe.
Der Name Vias setzt sich zusammen aus dem lateinischen Wort via (Weg; Bahn) und dem s für Service. Weitere Unternehmen, die den Namen Vias nutzen, sind die Vias Bus GmbH, ein Subunternehmer des Rurtalbusses im Kreis Düren und die Vias Logistik GmbH in Frankfurt am Main, die im Schienengüterverkehr tätig ist. Letztere gehört direkt zu R.A.T.H., zu der weitere Güterverkehrsunternehmen, wie die RTB Cargo, gehören.

## Geschichte

### Vias
Das Unternehmen Vias GmbH wurde im Jahr 2005 von der Stadtwerke Verkehrsgesellschaft Frankfurt am Main mbH (VGF) und der Rurtalbahn GmbH (RTB) aus Düren mit gleichen Anteilen gegründet.
Im März 2010 gaben die Dänischen Staatsbahnen bekannt, mithilfe ihres Tochterunternehmens DSB Deutschland GmbH den Anteil der VGF übernommen zu haben. Der Verkauf musste aufgrund der EG-Verordnung Nr. 1370/2007 erfolgen, nach der die VGF sich als interner Betreiber des Stadtverkehrs in Frankfurt am Main nicht mehr andernorts an Ausschreibungen beteiligen darf, wenn sie diese städtischen Bus- und Straßenbahnverkehre ohne Ausschreibung per Direktvergabe betreibt. DSB verkaufte ihren Anteil an der Vias GmbH im Februar 2019 an die R.A.T.H.-Gruppe.
Von diesem Unternehmen werden jene zwei Linien betrieben, die von Frankfurt nach Westen über den Rheingau nach Koblenz führen. Die übrigen SPNV-Leistungen der Gruppe erbringt die Vias Rail.

### Vias Rail
2010 wurde die in Düren ansässige Vias DN2011 GmbH von den Gesellschaftern DSB Deutschland und R.A.T.H. mit dem Ziel gegründet, Dienstleistungen im Schienenverkehr zu erbringen. Diese Gesellschaft wurde zunächst am 19. Februar 2014 in Vias Odenwaldbahn und 2015 in Vias Rail umbenannt, wobei zwischenzeitlich R.A.T.H. zum Alleingesellschafter wurde, da die DSB sich aus Deutschland zurückzog. Vias Rail hat ab Dezember 2015 die SPNV-Leistungen im Teilnetz Odenwald von der Vias GmbH übernommen.

## Liniennetz

Liniennetz der Vias (2011)

### Linien von Rhein und Main zum Neckar
Vias bedient im Auftrag des Rhein-Main-Verkehrsverbundes (RMV) rund 210 Kilometer Streckennetz und zwar
- seit Dezember 2005 die Odenwaldbahn, auch im Auftrag des Landes Baden-Württemberg
- seit Dezember 2010 unter dem Namen RheingauLinie die Verbindung von Frankfurt und Wiesbaden nach Koblenz und Neuwied, teilweise über die rechte Rheinstrecke, auch im Auftrag des Landes Rheinland-Pfalz[11]
- seit Dezember 2011 die Pfungstadtbahn

Im Dezember 2013 erhielt die Vias Rail GmbH nach einer Ausschreibung den Zuschlag für den Betrieb der Odenwald- und der Pfungstadtbahn. Der neue Vertrag gilt seit Dezember 2015 für zwölf Jahre.
| Linie | Streckenname             | Linienweg | Vertragslaufzeit                                  | Fahrzeuge im Regelbetrieb                       | Bemerkungen |
| ----- | ------------------------ | --- | ------------------------------------------------- | ----------------------------------------------- | --- |
| RB 10 | RheingauLinie            | Frankfurt Hbf – Frankfurt-Höchst – Mainz-Kastel – Wiesbaden Hbf – Eltville – Rüdesheim (Rhein) – Lorch (Rhein) – Lorchhausen – St. Goarshausen – Koblenz Hbf – Koblenz Stadtmitte – Neuwied | 12.12.2010 – 09.12.2023 & 10.12.2023 – 11.12.2038 | Stadler Flirt                                   | verkehrt auf den Gleisen von Taunus-Eisenbahn, Rechte Rheinstrecke, Lahntalbahn und Bahnstrecke Neuwied–Koblenz                            |
| RE 19 | Rheingau-Loreley-Express | Frankfurt Hbf – Frankfurt-Höchst – Mainz-Kastel – Eltville – Rüdesheim (Rhein) – Lorch (Rhein) – St. Goarshausen – Koblenz Hbf (– Kobern-Gondorf)                                           | 14.12.2025 – 11.12.2038                           | Stadler Flirt 3XL                               | verkehrt unter Umgehung von Wiesbaden Hauptbahnhof auf den Gleisen von Taunus-Eisenbahn, Rechte Rheinstrecke, Lahntalbahn und Moselstrecke |
| RB 66 | Pfungstadtbahn           | Darmstadt Hbf – Darmstadt-Eberstadt – Pfungstadt | 10.12.2011 – 11.12.2027                           | Bombardier Itino / Alstom Coradia Lint 54       | Betreiber bis 2015 Vias GmbH, seither Vias Rail GmbH                                                                                       |
| RE 85 | Odenwaldbahn             | Frankfurt Hbf – Offenbach Hbf – Hanau Hbf – Seligenstadt (Hess) – Babenhausen (Hess) – Groß-Umstadt Wiebelsbach (– Höchst (Odenw) – Erbach (Odenw))                                         | 11.12.2005 – 11.12.2027                           | Bombardier Itino / Alstom Coradia LINT 54       | Betreiber bis 2015 Vias GmbH, seither Vias Rail GmbH                                                                                       |
| RB 86 | Odenwaldbahn             | Hanau Hbf – Seligenstadt (Hess) – Babenhausen (Hess) – Groß-Umstadt Wiebelsbach | 11.12.2005 – 11.12.2027                           | Alstom Coradia LINT 54, selten Bombardier Itino | bis 2015 Vias GmbH, seither Vias Rail GmbH                                                                                                 |
| RE 80 | Odenwaldbahn             | Darmstadt Hbf – Darmstadt Nord – Reinheim (Odenw) – Groß-Umstadt Wiebelsbach – Höchst (Odenw) – Erbach (Odenw)                                                                              | 11.12.2005 – 11.12.2027                           | Bombardier Itino / Alstom Coradia Lint 54       | bis 2015 Vias GmbH, seither Vias Rail GmbH; verkehrt Mo–Fr                                                                                 |
| RB 81 | Odenwaldbahn             | Darmstadt Hbf – Darmstadt Nord – Reinheim (Odenw) – Groß-Umstadt Wiebelsbach – Höchst (Odenw) – Erbach (Odenw) – Eberbach                                                                   | 11.12.2005 – 11.12.2027                           | Bombardier Itino / Alstom Coradia Lint 54       | bis 2015 Vias GmbH, seither Vias Rail GmbH; einzelne Fahrten                                                                               |
| RB 82 | Odenwaldbahn             | Frankfurt Hbf – Darmstadt Nord – Reinheim (Odenw) – Groß-Umstadt Wiebelsbach – Höchst (Odenw) – Erbach (Odenw) – Eberbach                                                                   | 11.12.2005 – 11.12.2027                           | Bombardier Itino / Alstom Coradia Lint 54       | bis 2015 Vias GmbH, seither Vias Rail GmbH                                                                                                 |

Ehemalige Linien
| RE 9 | RheingauExpress | Frankfurt Hbf – Frankfurt-Höchst – Mainz-Kastel – Wiesbaden-Biebrich – Eltville | 10.12.2018 – 09.12.2023 (seither von HLB betrieben) | Stadler Flirt | verkehrt unter Umgehung von Wiesbaden Hauptbahnhof auf den Gleisen von Taunus-Eisenbahn und Rechte Rheinstrecke, nur Montag – Freitag |

Die Bezeichnung der Linien entspricht dabei der Nummerierung des RMV.

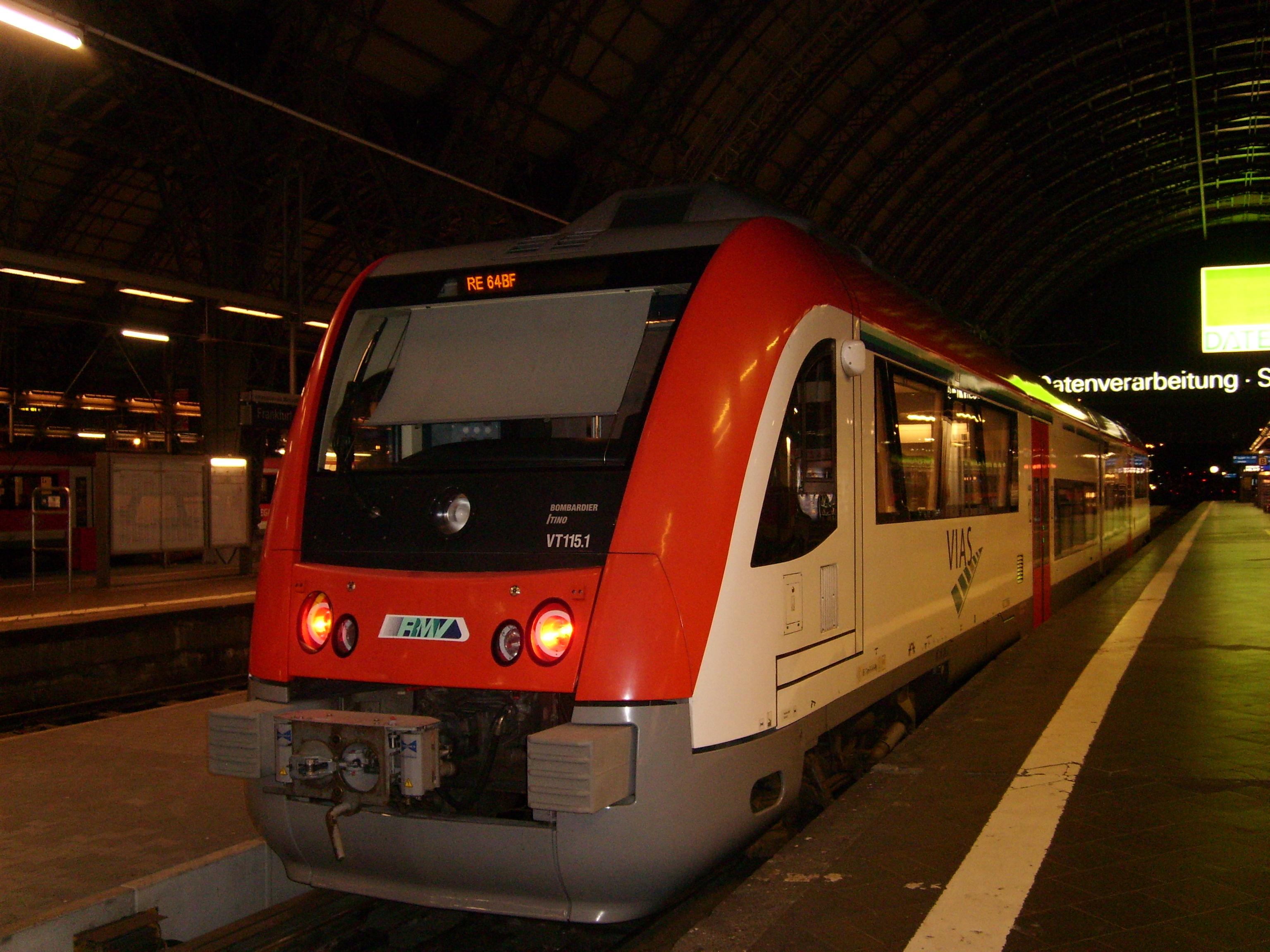
Vias-Itino im Frankfurter Hauptbahnhof

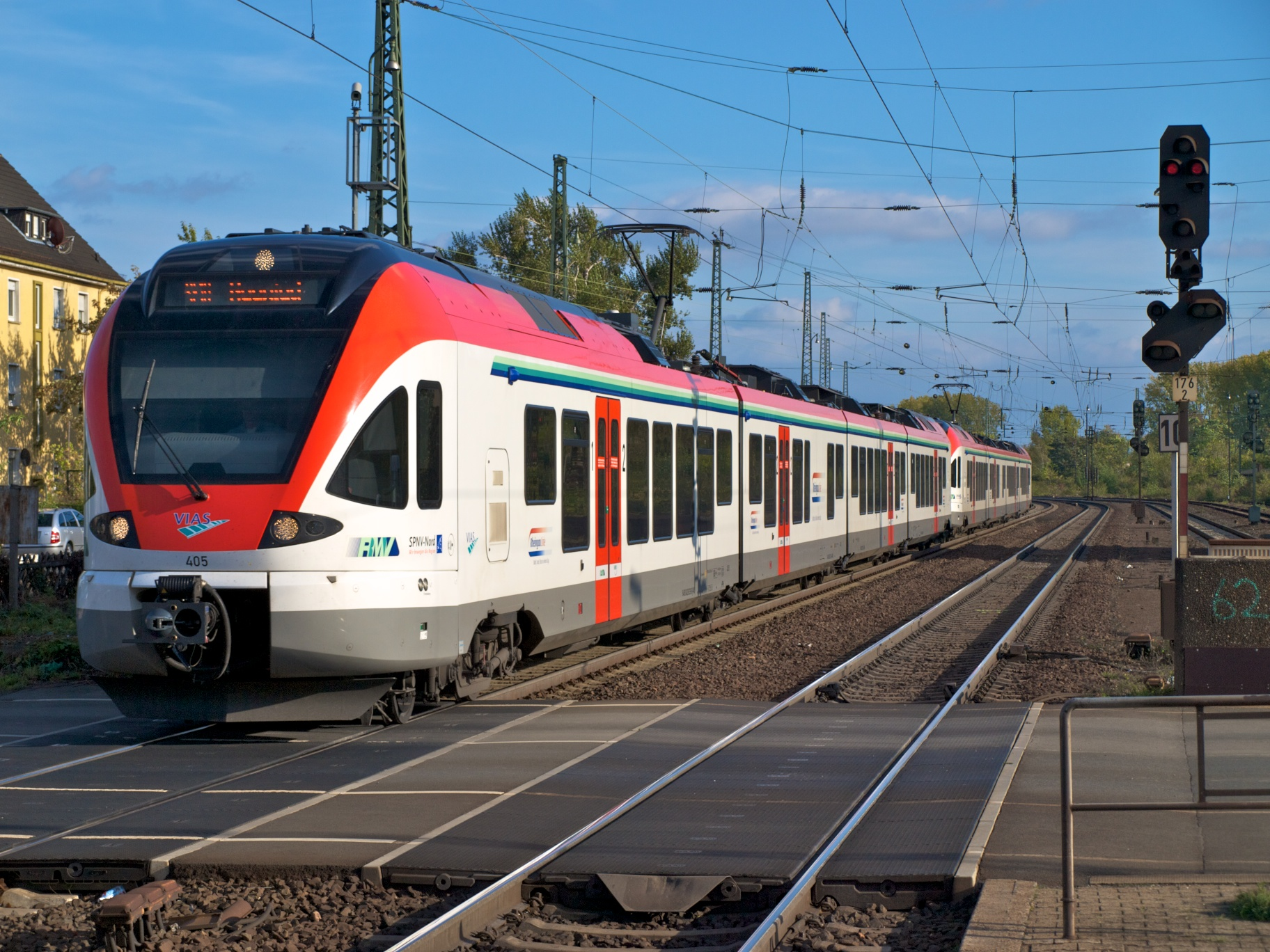
Vias Flirt bei der Einfahrt in den Bahnhof Mainz-Kastel

Für den Betrieb stehen ihr seit Aufnahme des Betriebes im Odenwald 22 damals neue Dieseltriebwagen des Typs Bombardier Itino zur Verfügung, die von der Fahrzeugmanagement Region Frankfurt RheinMain GmbH (fahma) bereitgestellt werden. Die Wartung erfolgt in der Betriebswerkstatt der Odenwaldbahn-Infrastruktur GmbH in Michelstadt, wo auch der Betriebsmittelpunkt liegt. Vier weitere Fahrzeuge desselben Typs wurden aufgrund der zu gering ausgelegten Platzkapazitäten im August 2007 vom RMV nachbestellt und im Frühjahr 2010 ausgeliefert. Diese waren zugleich für den zum Fahrplanwechsel 2011/2012 aufgenommenen Betrieb auf der wiedereröffneten Pfungstadtbahn vorgesehen.
Zum Fahrplanwechsel 2010/2011 im Dezember 2010 übernahm die Vias GmbH mit der RheingauLinie zusätzlich den Nahverkehr auf der rechten Rheinstrecke zwischen Neuwied, Koblenz Hbf (und Stadtmitte), Wiesbaden Hbf und Frankfurt Hbf (RMV-Linie 10). Dafür wurden 5 dreiteilige und 14 vierteilige Elektrotriebwagen des Typs Flirt bestellt.
Seit dem Fahrplanwechsel im Dezember 2017 verstärken vier Alstom Coradia LINT 54 das Odenwaldnetz. Sie verkehren hauptsächlich auf der Linie RB 86. Ab März 2022 werden fünf weitere Fahrzeuge dieses Typs eingesetzt. Diese verkehren nun auch auf anderen Linien.
Nach einer neuen Ausschreibung für den Betrieb der Odenwald- und der Pfungstadtbahn, übernahm die Vias Rail GmbH diese Linien, mit einem Vertrag für zwölf Jahre ab Dezember 2015. Zum Einsatz sollten weiterhin die vorhandenen Fahrzeuge des Typs Itino kommen, wobei allerdings bei manchen Fahrten Kapazitätsanpassungen vorgenommen wurden. Bei allen Fahrten ist neben dem Triebfahrzeugführer mindestens ein Zugbegleiter anwesend. Im August 2019 gab der RMV bekannt, dass sich die Fahrgastnachfrage im Odenwaldnetz seit der Betriebsaufnahme der Vias und der Einführung des verbesserten Fahrplankonzeptes um über 50 Prozent auf 15.000 Personen erhöht hat.
Im Juni 2021 gab der RMV bekannt, dass die Vias GmbH auch über 2023 hinaus für weitere 15 Jahre die RheingauLinie betreiben wird. Der RheingauExpress (RE 9) wird 2026 neu ausgeschrieben.
Am 21. November 2022 erhielt VIAS Rail den Zuschlag für die ab 2025 zweistündliche und RE 9 ersetzende Regionalexpresslinie RE 19 zwischen Frankfurt (Main) Hbf und Koblenz Hbf. Vereinzelte Fahrten sollen bereits in Kobern-Gondorf (Mosel) starten. Als Triebfahrzeuge sollen neue Stadler FLIRT angeschafft werden.

### Linien in Nordrhein-Westfalen
Am 26. März 2015 gaben der Verkehrsverbund Rhein-Ruhr (VRR) und Nahverkehr Rheinland (NVR) bekannt, dass die Vias Rail ab dem Fahrplanwechsel am 10. Dezember 2017 die nordrhein-westfälischen Regionalbahnlinien RB 34 (Schwalm-Nette-Bahn von Mönchengladbach nach Dalheim) und RB 38-Nord (Erft-Bahn von Düsseldorf über Grevenbroich nach Bedburg) betreiben werde. Die RB 38 wird seit besagtem Fahrplanwechsel nicht mehr durchgängig befahren, Fahrgäste müssen in Bedburg umsteigen. Der nördliche Teil, den Vias Rail betreibt, wurde in RB 39 umbenannt, da der Nahverkehr Rheinland plant, den Abschnitt Bedburg–Köln zu elektrifizieren und als S-Bahn zu betreiben; der Verkehrsverbund Rhein-Ruhr als nördlicher Aufgabenträger lehnte eine Elektrifizierung jedoch aus „verkehrlichen und wirtschaftlichen Gründen“ ab. Auf den zwei Linien werden zwölf neue Fahrzeuge des Typs Alstom Coradia LINT (neun LINT 54H und drei LINT 41H) eingesetzt. Am 16. April 2015 wurde der Verkehrsvertrag über zwölf Jahre mit dem neuen Betreiber Vias Rail abgeschlossen.
Seit dem 1. Februar 2022 betreibt die Vias Rail im Rahmen einer Notvergabe die Teilnetze S 7 (Der Müngstener) und Niederrhein-Netz (Linien RE19 und RB35), die zuvor von der insolventen Abellio Rail NRW betrieben wurden. Der Verkehrsvertrag für das Niederrhein-Netz wurde zwischenzeitlich per Direktvergabe bis Dezember 2025 verlängert. Die S 7 wird seit Dezember 2023 von der RheinRuhrBahn betrieben.
Seit dem Fahrplanwechsel im Dezember 2023 betreibt Vias zusätzlich das Ruhr-Sieg-Netz bestehend aus den Linien RE 16 (Essen – Iserlohn), RB 46 (Bochum – Gelsenkirchen) und RB 91 (Hagen – Siegen/Iserlohn). Als Fahrzeuge wurden die Elektrotriebzüge des Typs Stadler Flirt vom bisherigen Betreiber DB Regio übernommen. Teilweise kommen auch von DB Regio angemietete Züge der Baureihe 426 zum Einsatz
Im September 2024 wurde bekannt, dass Vias die Neuausschreibung des Niederrhein-Netzes für den Zeitraum von 2025 bis 2036 gewonnen hat. An Betriebskonzept und Fahrzeugeinsatz ändert sich im neuen Verkehrsvertrag nichts.
Im Dezember 2024 gewann Vias die Ausschreibung für den Betrieb des neuen Expressnetz Emscher ab Dezember 2026. Dieses umfasst die Verkehre der Linien RE 3 und RE 41. Die benötigten Fahrzeuge wird Vias vom bisherigen Betreiber des RE 3, der eurobahn übernehmen. Sie stammen aus dem Maas-Rhein-Lippe-Netz welches zu diesem Zeitpunkt aufgelöst wird. Die Linie RE 41 wird von DB Regio übernommen.
Vias ist somit auf folgenden Linien in Nordrhein-Westfalen sowie grenzüberschreitend in die Niederlande unterwegs:
| Linie | Linienname               | Linienweg                                                                                       | Vertragslaufzeit        | Fahrzeuge im Regelbetrieb         |
| ----- | ------------------------ | ----------------------------------------------------------------------------------------------- | ----------------------- | --------------------------------- |
| RE 16 | Ruhr-Lenne-Express       | Essen – Bochum – Witten – Hagen – Letmathe – Iserlohn                                           | 10.12.2023 – 12.12.2034 | Stadler Flirt                     |
| RE 19 | Rhein-IJssel-Express     | Düsseldorf – Duisburg – Oberhausen – Wesel – Bocholt/ – Emmerich – Arnhem (Flügelung in Wesel)  | 01.02.2022 – 12.2036    | Stadler Flirt 3 (mehrsystemfähig) |
| RB 34 | Schwalm-Nette-Bahn       | Mönchengladbach – Wegberg – Dalheim                                                             | 10.12.2017 – 09.12.2029 | Alstom Lint 41H                   |
| RB 35 | Emscher-Niederrhein-Bahn | Mönchengladbach – Krefeld – Duisburg – Oberhausen – Gelsenkirchen                               | 01.02.2022 – 12.2036    | Stadler Flirt 3                   |
| RB 39 | Düssel-Erft-Bahn         | Düsseldorf – Neuss – Grevenbroich – Bedburg                                                     | 10.12.2017 – 09.12.2029 | Alstom Lint 54H und 41H           |
| RB 46 | Glückauf-Bahn            | Bochum – Wanne-Eickel – Gelsenkirchen                                                           | 10.12.2023 – 12.12.2026 | Stadler Flirt, ET 426             |
| RB 91 | Ruhr-Sieg-Bahn           | Hagen – Iserlohn-Letmathe (Flügelung) vorderer Triebzug: – Siegen hinterer Triebzug: – Iserlohn | 10.12.2023 – 12.12.2034 | Stadler Flirt                     |

Zukünftige Linien
| RE 3  | Rhein-Emscher-Express | Düsseldorf – Duisburg – Oberhausen – Gelsenkirchen – Dortmund – Hamm | 12.2026 – 12.2030 | Stadler Flirt |
| RE 41 | Vest-Ruhr-Express     | Bochum – Recklinghausen – Haltern am See                             | 12.2026 – 12.2030 | Stadler Flirt |

Ehemalige Linien
| S 7 | Der Müngstener | Wuppertal – Remscheid – Solingen | 01.02.2022 – 09.12.2023 | Alstom Lint 41H |

## Kritik

### Odenwaldbahn

#### Personal
Mit der Betriebsaufnahme der Vias wurden unter anderem Flugblätter verteilt, auf denen kritisiert wurde, dass mit der Betriebsaufnahme im Odenwaldnetz bei der Deutschen Bahn rund 150 Mitarbeiter versetzt und bei der Vias nur 50 neue Mitarbeiter eingestellt wurden. Bei den Zahlen wird unterschlagen, dass ein Umbau der Leit- und Sicherungstechnik stattfand, der zahlreiche Arbeitsplätze bei DB Netz überflüssig machte. Die Vias ist ausschließlich als Eisenbahnverkehrsunternehmen (EVU) tätig, die genutzten Gleisanlagen und sonstige Infrastruktur verbleiben im Besitz der DB Netz.

#### Fahrgäste
Vias stand nach der Betriebsaufnahme des Odenwaldnetzes in der Kritik, da sich in den Zügen im Berufsverkehr eine zu hohe Auslastungssituation ergab. Das Unternehmen konnte hierfür allerdings nicht verantwortlich gemacht werden, da das Fahrzeugmodell, die Fahrzeugzahl und die Kapazitäten durch den RMV als Aufgabenträger vorgegeben wurden. Dieser hatte die Fahrgastzuwächse im Vorfeld der Ausschreibung zu gering eingeschätzt. Das neue Fahrplankonzept mit wesentlich mehr Direktverbindungen nach Frankfurt und insgesamt kürzeren Fahrzeiten zog so viele Neukunden an, dass die neuen Fahrzeuge vom Typ Itino von den Fahrgästen als „Sardino“ bezeichnet wurden. Im Jahr 2006 nutzen bereits so viele Fahrgäste das Angebot, wie der RMV für das Jahr 2012 prognostiziert hatte. Die Situation konnte seit 2010 durch die Bereitstellung von vier weiteren Fahrzeugen etwas verbessert werden. Die Auslastungsproblematik kann allerdings nur langfristig vollständig gelöst werden, da das Fahrzeugmodell und die Bahnsteiglängen maximal Dreifachtraktionen zulassen. Der Einsatz von zusätzlichen Zügen scheitert insbesondere an der hochausgelasteten Infrastruktur im Raum Frankfurt.

### Rheingaulinie
Obwohl der Rhein-Main-Verkehrsverbund im Herbst 2018 für die Wochenenden in den Sommermonaten zusätzliche Zugverbindungen bestellte, meldete die Vias GmbH, dass sie den Halbstunden-Takt zwischen Frankfurt Hauptbahnhof und Assmannshausen bei Rüdesheim wegen Lokführermangel für 2019 nicht einführen kann. In den vergangenen Jahren war es bei schönem Wetter häufig zu so starken Überfüllungen gekommen, dass Fahrgäste nicht mitgenommen worden waren und eine Stunde auf den nächsten Zug hatten warten müssen.
Auch ab der Jahresmitte 2024 musste die Vias GmbH aufgrund von Personalmangel erneut viele Fahrten der Linie ausfallen lassen. Ein reduzierter Fahrplan gilt zunächst bis 10. Januar 2025.

## Sonstiges
Die Vias-Bahnunternehmen zählen zu den nichtbundeseigenen Eisenbahnunternehmen. Sie sind jedoch nicht Mitglied im Tarifverband der Bundeseigenen und Nichtbundeseigenen Eisenbahnen in Deutschland (TBNE).